# Cañón Guartelá

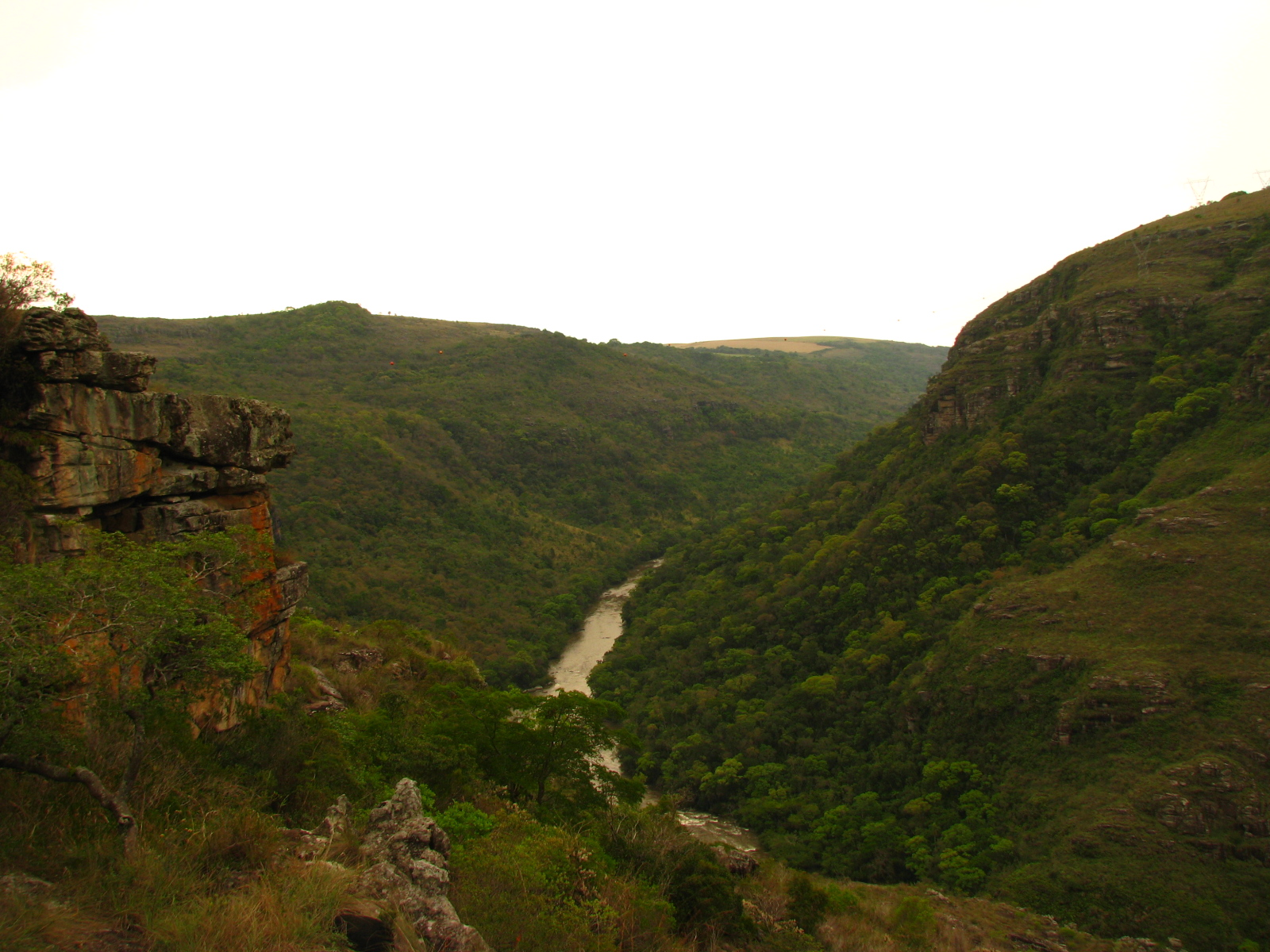
Cañón Guartelá, en Tibagi.

El Cañón Guartelá, es un cañón situado en Tibagi y Castro, en el estado brasileño de Paraná.